# 高岡市立福岡小学校
高岡市立福岡小学校（たかおかしりつ ふくおかしょうがっこう）は富山県高岡市にある公立小学校。

## 沿革
- 1965年 - 福岡、山王、大滝、赤丸、西五位の5小学校が合併し、福岡町立（当時）福岡小学校が発足[2]。
- 1968年
  - 3月29日 - 校舎完成[3]。
  - 6月30日 - 校歌制定（岡田宅平作詞、大島文雄訂補）[4]

## 周辺
- 高岡市福岡体育館

## 著名な出身者
- 上田洸太朗（プロ野球選手）